# An Lushan
An Lushan (安禄山, pinyin: Ān Lùshān; Sogdiana, c. 703 – Luoyang, 29 gennaio 757) fu un generale della dinastia Tang ed è principalmente noto per aver scatenato la ribellione di An Lushan che da lui prende il nome.
An Lushan era di origini sogdiane e göktürk, almeno per via adottiva. La sua importanza in ambito militare crebbe difendendo i confini nord-orientali dei Tang da minacce come i Khitan. Veniva convocato alla capitale Chang'an varie volte e riuscì a guadagnare favori col Primo Ministro Li Linfu e l'imperatore Tang Xuanzong. Ciò permise ad An Lushan di accumulare nelle proprie mani un notevole potere militare nel nord-est della Cina. Dopo la morte di Li Linfu, la sua rivalità col generale Geshu Han e col Primo Ministro Yang Guozhong fomentò tensioni militari all'interno dell'impero.
Nel 755, An Lushan, dopo 8 o 9 anni di preparazione, insorse proclamandosi il sovrano di una nuova dinastia, gli Yan.

## Le origini
An Lushan nacque nel 703 in Sogdiana (l'odierno Uzbekistan), nella regione di Bukhara, da un guerriero turco e da una donna sogdiana di nobili natali che si diceva esercitasse la funzione di sciamana. Rimasta ben presto vedova, la madre di An Lushan si risposò con il fratello di un signore della guerra, prima che la sua tribù fosse costretta a trasferirsi entro i confini nord - orientali dell'Impero cinese, a causa delle lotte continue tra i vari clan turchi. Giunto in territorio cinese, An Lushan riuscì a sfruttare le sue conoscenze delle lingue barbare per ottenere un posto nell'amministrazione periferica imperiale, divenendo funzionario nei mercati di frontiera dove i cinesi acquistavano i prodotti stranieri. Secondo un'altra versione, invece, si dedicò ben presto al brigantaggio, prima di essere catturato per il furto di una pecora: portato dinanzi a Chang Shoukuei, governatore militare di Fanyang, l'odierna Pechino, il futuro generale evitò la condanna a morte all'ultimo momento, convincendo il governatore di poter essere utile a combattere i barbari che premevano i confini settentrionali. Venne quindi arruolato come esploratore, segnalandosi durante le varie scaramucce di cavalleria tra i cinesi e la tribù mongola dei Kitai, proveniente dalla Manciuria, che compivano frequenti scorrerie in territorio imperiale.

## La carriera militare
Ben presto, il giovane soldato scalò rapidamente i vari vertici della gerarchia militare, divenendo infine luogotenente del governatore, grazie ai successi conseguiti sul campo e alla sua capacità di tenere sotto controllo i contingenti barbari al soldo dell'Impero cinese. Tuttavia, una grave battuta d'arresto alla sua scalata sociale avvenne nel 736, durante una visita di Chang Shoukuei alla capitale Chang'an, An Lushan dovette affrontare una nuova rivolta dei Kitai e degli Hsi del Tibet, dai quali fu sconfitto in uno scontro in cui perse molti uomini. Il governatore avrebbe voluto giustiziarlo per incompetenza, ma poi ci ripensò e si limitò a destituirlo dal comando militare per il resto dell'anno. Ma, dopo questo inciampo, la carriera del generale turco - iranico continuò, fino ad essere nominato, nel 742, governatore militare del distretto di Pinglu, alla periferia dell'estrema frontiera nord - orientale, vicina alla provincia del suo vecchio protettore, Chang Shoukuei, fatto che gli permise di compiere frequenti viaggi nella capitale cinese, guadagnandosi il favore imperiale grazie alla corruzione e all'intrigo, divenendo il protetto del Gran Consigliere Li Linfu. Grazie a lui, An Lushan fu nominato governatore militare di Fanyang e, tra il 750 - 751, ricevette anche le province di Hopei e Ho Tung, lungo la Grande Muraglia, divenendo in pratica il responsabile dell'intera frontiera nord - orientale della Cina, affermandosi come uno dei più potenti signori di un Impero sempre meno centralizzato. Malgrado questo, An Lushan si mantenne fedele all'imperatore Xuan Zong, inviando doni alla corte e presiedendo efficacemente i territori sotto il suo controllo. Tra le altre cose, rafforzò la frontiera con la costruzione della fortezza di Hsiung - wu, a nord di Fanyang, dove stipò 15 000 cavalli da guerra, e portando sotto le sue bandiere molti capi mongoli. Altri, invece, più riluttanti, furono invitati ad un banchetto, dove vennero drogati con il vino e decapitati, e le loro teste furono mandate come nuovo dono all'imperatore. Ma, quando nel 751 il generale cinese invase il territorio dei Kitai, la spedizione si risolse in un disastro: il suo esercito, forte di 50 000 uomini, tra cui forti contingenti di cavalleria Hsi, dovette marciare lungo il fiume Lao, con una marcia lunga e difficile che provocò malumori tra i soldati, specie tra quelli di nazionalità cinese e quelli mongoli, il cui comandante venne ucciso. Ciò provocò la defezione dei cavalieri Hsi, che passarono al nemico e tesero un'imboscata alla colonna cinese lungo il fiume, in pieno territorio nemico: An Lushan finì circondato e non poté usare in battaglia i suoi arcieri, i cui archi erano stati resi inservibili da un violento temporale. Ferito anche da una freccia, il comandante riuscì a stento a scampare alla morte e a riparare nel Pinglu. Frattanto, nel 752 il suo protettore, Li Linfu, era morto lasciando la carica di Gran Consigliere a Yang Guozhong, acerrimo nemico di An Lushan, che temette di essere deposto e giustiziato. E infatti questo il primo ministro pensava quando riuscì a convincere l'imperatore a richiamare, nel dicembre del 755, il suo generale a corte.

## La Ribellione Tianbao
Temendo per il suo potere e la sua vita, il condottiero rifiutò l'invito e agì per primo: proclamando pubblicamente di voler agire in base ad un falso editto segreto dell'imperatore che deponeva Yang Guozhong, il 16 dicembre del 755 marciò con il suo esercito sulla capitale. Era iniziata la ribellione, passata alla storia in Cina come Ribellione di Tianbao, per essere cominciata nel quattordicesimo anno dell'Era Tianbao della Dinastia Tang. La sua armata era composta da 150 000 uomini, in gran parte di etnia turca e mongola, che marciava 30 km al giorno, avanzando di notte e riposando di giorno. An Lushan con il tempo era diventato talmente obeso da dover essere trasportato su una portantina di ferro, era quasi cieco, tanto da dover essere accompagnato da due consiglieri quando camminava, e soffriva di una malattia cutanea. Malgrado questo riuscì a giungere al Fiume Giallo l'8 gennaio del 756. Dopo aver attraversato il fiume, i ribelli passarono nel cuore dell'Impero, sgominando un'armata imperiale di 60 000 uomini presso il passo di Hulao, che presidiava la strada per la capitale orientale Luoyang, conquistata senza colpo ferire, perché la guarnigione, appena visto l'esercito ribelle, evacuò la città. Così, preso possesso della capitale il 19 gennaio, An Lushan decise di proclamarsi direttamente imperatore il 5 febbraio. Commise però un errore, decidendo di indugiare in città, dando così il tempo alla corte imperiale di preparare una linea difensiva lungo il passo di Tungguan, tra le montagne e il Fiume Giallo. Quando finalmente l'usurpatore si rimise in marcia, le difese imperiali del passo erano troppo ben fortificate per poter essere attaccate, quindi dovette rinviare le operazioni a inizio estate, proprio mentre nei territori di An Lushan si verificavano defezioni e ribellioni. Ciò diede al primo ministro cinese Yang Guozhong il coraggio di allestire una controffensiva, con un esercito di 200 000 uomini al comando del generale Genshu Han. L'avanzata iniziò il 5 luglio, ma fu bloccata due gironi dopo a Ling-Pao dalla cavalleria barbara ribelle, che sorprese l'avanguardia cinese in una stretta gola, dove era impossibile manovrare. Il comandante cinese immise nello scontro la guardia imperiale, ma i ribelli tennero testa e misero in fuga gli avversari. La ritirata dell'avanguardia gettò nel panico l'intera armata cinese, che si diede alla fuga, mentre molti soldati imperiali morirono annegando nel Fiume Giallo. Lo stesso comandante fu catturato e gli insorti poterono così impadronirsi del passo, rimasto sguarnito. La sconfitta provocò un colpo di Stato a Chang'an, dove l'imperatore fu deposto dal figlio ed erede Su Zong, che fece assassinare il primo ministro e trovò rifugio nel Sichuan, abbandonando la capitale nelle mani di An Lushan. Questi, dopo aver respinto due controffensive imperiali, tentò di attaccare le linee difensive a protezione del fiume Yang-tze, ma senza successo. Questo rappresentò l'inizio della fine: screditato dagli ultimi insuccessi e minato dai suoi mali fisici, che lo avevano reso oltremondo insofferente e feroce, tanto da far mettere a morte ufficiali e soldati per ogni lieve manchevolezza, il 29 gennaio del 757 cadde vittima di una congiura, organizzata dai suoi comandanti con l'aiuto del suo stesso figlio An Quingxu, che lo fece uccidere dal suo eunuco personale a Luoyang, mentre fu fatta circolare la voce che fosse morto per le sue malattie. La rivolta da lui cominciata ebbe termine sei anni dopo, quando le forze imperiali, debolmente contrastate dal figlio del condottiero cinese (poi messo a morte in quanto istigatore dell'omicidio del padre), ebbero ragione delle forze ribelli, ora guidate da Shi Siming, nel 763. La sua ribellione pose fine alla secolare unità dell'Impero cinese, dando l'avvio ad una parcellizzazione dei poteri e alle forze centrifughe che avrebbero limitato l'estensione imperiale della Cina.